# 西大河水库
西大河水库是中国甘肃省张掖市山丹县中牧公司山丹马场（原属金昌市永昌县大河坝乡）境内的一座水库，位于西大河上，始建于1969年6月，1974年建成，1981、1984和2001年进行除险加固。水库集水面积788平方千米，正常蓄水位2870.5米，兴利库容5430万立方米，总库容6800万立方米。水库主坝为壤土心墙坝，最大坝高37米，坝顶长度294米；副坝高2米，长115米。电站装机容量为2台630千瓦，年发电量745万千瓦时。水库与引硫济金工程和金川峡水库联合调度，承担着西大河灌区2.3万公顷农田灌溉供水和4000万立方米的工业供水任务，并保护下游永昌县城和4个乡镇等的防洪安全任务。